# 핵발전 논란
핵발전 논란(Nuclear power controversy)은 원자력 발전소를 폐기해야 하는가 사용해야 하는가에 대한 논란으로, 매우 장기간 지속된 논란이다.

## 같이 보기
- 핵무기 논쟁